# Pedicularis songarica
Pedicularis songarica är en snyltrotsväxtart som beskrevs av Alexander Gustav von Schrenk, Fisch. och C.A. Mey.. Pedicularis songarica ingår i släktet spiror, och familjen snyltrotsväxter. Inga underarter finns listade i Catalogue of Life.